# Taste of Love (EP)
Taste of Love é o décimo extended play (EP) do girl group sul-coreano Twice. Lançado em 11 de junho de 2021, pela JYP Entertainment e Republic Records. O EP apresenta seis canções, incluindo o single "Alcohol-Free".

## Antecedentes
Em 19 de abril de 2021, foi relatado que Twice estava nos estágios finais de preparação para seu retorno previsto para um lançamento em junho e tinha planos de filmar um videoclipe na Ilha de Jeju. Os relatos foram oficialmente confirmados pela gravadora do grupo, JYP Entertainment, compartilhando que os detalhes oficiais seriam divulgados junto com um cronograma fixo. É o primeiro retorno do grupo como um grupo de nove integrantes depois que a integrante Jeongyeon fez uma pausa nas atividades devido a problemas de saúde mental.  O single do álbum, "Alcohol-Free", foi pré-lançado em 9 de junho.

## Composição
Taste of Love é um EP de 6 faixas com tema de verão que apresenta vários gêneros, como hip hop e bossa nova. A faixa de abertura e o single, "Alcohol-Free", reconta os momentos mágicos de se apaixonar enquanto a compara à sensação de ficar bêbado. Foi escrita por J.Y. Park e Lee Hae-sol. A sétima faixa "Cry for Me" (versão em inglês) foi lançada apenas nas edições físicas de Taste of Love.

## Lançamento e promoção
Taste of Love foi lançado mundialmente em 11 de junho de 2021, pela JYP Entertainment e Republic Records. Para comemorar o retorno, o grupo fez uma transmissão ao vivo online antes do lançamento de "Alcohol-Free" para falar sobre o álbum, os preparativos e os bastidores. O EP foi precedido por seu single "Alcohol-Free" e seu videoclipe, que foi lançado em 9 de junho de 2021.

### Marketing
Em 3 de maio, Twice lançou o primeiro pôster de seu próximo EP, Taste of Love, por meio das redes sociais do grupo. Em 9 de maio, uma prévia do conteúdo físico do álbum foi compartilhada e a pré-venda começou no dia seguinte. Em 31 de maio, a lista de faixas do EP foi postada junto com o trailer do álbum. Uma série de imagens prévia de grupo foi revelada nas contas de mídia social de Twice em 21 de maio, enquanto imagens prévias individuais foram lançadas de 1 a 3 de junho. Nos dias 7 e 8 de junho, as prévias do videoclipe de "Alcohol-Free" foram publicadas. Uma prévia do álbum com trechos das faixas do EP foi carregada em 9 de junho. Twice apareceu no Today's Music do Melon Station e compartilhou histórias por trás da produção do EP em 11 de junho. No mesmo dia, Twice lançou uma playlist exclusiva no Spotify, guiando os ouvintes pelo processo criativo do grupo, faixa por faixa.

### Apresentações ao vivo
Twice apresentou "Alcohol-Free" no The Ellen DeGeneres Show em 9 de junho.

## Recepção crítica
| Críticas profissionais | Críticas profissionais |
| Pontuações agregadas   | Pontuações agregadas   |
| Fonte                  | Avaliação              |
| ---------------------- | ---------------------- |
| Metacritic             | 77/100                 |
| Avaliações da crítica  |                        |
| Fonte                  | Avaliação              |
| AllMusic               | [ 22 ]                 |
| Beats Per Minute       | 75%                    |
| IZM                    | [ 24 ]                 |
| NME                    | [ 25 ]                 |
| Pitchfork              | 7.3/10                 |
| PopMatters             | 6/10                   |

Após seu lançamento, Taste of Love recebeu respostas positivas dos críticos de música, que elogiaram o crescimento musical de Twice em direção a um som mais maduro, mantendo sua cativação característica. No Metacritic, que atribui uma pontuação normalizada de 100 às avaliações das publicações, o álbum recebeu uma pontuação média de 77 com base em 5 análises, indicando "análises geralmente favoráveis".
David Crone do AllMusic chamou Taste of Love um "pacote de hinos de verão com as emoções vívidas da paixão de verão", que vem como resultado de sua produção, "vocais de desmaiar", e a "direção sonora alegre e sedutora". Foi dada uma classificação de 75 de 100 pela Beats Per Minute, citando que é "um conjunto de seis canções habilmente produzidas que acontecem desde o pôr do sol até a nebulosa noite de verão". Angela Patricia Suacillo, da NME, elogiou a versatilidade do grupo na execução de conceitos e performances vocais. Descrevendo-o como uma "exploração otimista e descolada", a crítica chamou-o de um dos lançamentos "mais poderosos" de Twice por mostrar seu crescimento como artistas e envolvimento no processo criativo, mas criticou "Alcohol-Free" por falta de entusiasmo. Da mesma forma, o crítico do IZM Kim Seong-yeop achou "Alcohol-Free" sem brilho, dizendo que "a melodia simples deixa um gosto chato", no entanto, o crítico estava mais otimista com as faixas do lado b.

## Desempenho comercial
Taste of Love estreou na Gaon Album Chart semanal com uma posição de número 2. Em 11 de junho, foi relatado que ultrapassou 530.000 vendas pré-encomendadas, tornando-se um vendedor de meio milhão antes de seu lançamento e seu terceiro lançamento para ultrapassar 500.000 vendas. Nos Estados Unidos, Taste of Love estreou em sexto lugar na parada da Billboard 200 com 46.000 unidades equivalentes ao álbum, das quais 3.000 foram calculadas a partir dos 5,09 milhões de streams sob demanda do álbum, enquanto 43.000 foram puras vendas. Foi o terceiro lançamento do grupo a entrar na parada e seu pico mais alto. Além disso, o EP reivindicou o primeiro lugar nas paradas Billboard World Albums e Top Album Sales, ganhando seu segundo número 1 na parada anterior. Vendendo mais de 500.000 cópias, o EP foi certificado como dupla platina pela Korea Music Content Association (KMCA) em agosto de 2021.

## Lista de faixas
| Lista de faixas de Taste of Love |                  |                            |                                                                     |                                        |         |  |
| N.º                              | Título           | Letras                     | Música                                                              | Arranjo                                | Duração |  |
| 1.                               | "Alcohol-Free"   | J. Y. Park "The Asiansoul" | J. Y. Park "The Asiansoul"                                          | J. Y. Park "The Asiansoul" Lee Hae-sol | 3:30    |  |
| 2.                               | "First Time"     | Jihyo                      | Rick Parkhouse George Tizzard Jade Thirlwall Sophie 'Frances' Cooke | Red Triangle                           | 3:02    |  |
| 3.                               | "Scandal"        | Dahyun                     | Kristoffer Tømmerbakke Erik Smaaland Alida Garpestad Peck           | Erik Smaaland Kristoffer Tømmerbakke   | 2:43    |  |
| 4.                               | "Conversation"   | Sana                       | Chris Mears Robbie McDade Rebbi James                               | Bloodline                              | 2:27    |  |
| 5.                               | "Baby Blue Love" | Nayeon                     | Karen Poole Anne Judith Wik Ronny Vidar Svendsen Nermin Harambasic  | Ronny Svendsen (Dsign Music)           | 2:46    |  |
| 6.                               | "SOS"            | Dahyun                     | Lee Hyun-do Chloe Latimer Glow                                      | Lee Hyun-do                            | 2:53    |  |
| Duração total:                   | Duração total:   | Duração total:             | Duração total:                                                      | Duração total:                         | 20:46   |  |

| Faixa da edição física |                                 |                                                  |                                                                   |                |         |  |
| N.º                    | Título                          | Letras                                           | Música                                                            | Arranjo        | Duração |  |
| 7.                     | "Cry for Me" (Versão em inglês) | Sophia Pae [ a ] Heize J.Y. Park "The Asiansoul" | Ryan Tedder Melanie Joy Fontana Michel "Lindgren" Schulz A Wright | Lindgren       | 3:24    |  |
| Duração total:         | Duração total:                  | Duração total:                                   | Duração total:                                                    | Duração total: | 20:46   |  |

Notas
1. ↑  Significa um tradutor.

## Desempenho nas tabelas musicais
| Tabela musical (2021)                  | Melhor posição |
| -------------------------------------- | -------------- |
| Bélgica (Ultratop de Flandres)         | 28             |
| Bélgica (Ultratop da Valônia)          | 182            |
| Canadá (Canadian Albums Chart)         | 38             |
| Coreia do Sul (Gaon)                   | 2              |
| Estados Unidos (Billboard 200)         | 6              |
| Estados Unidos (Top Tastemaker Albums) | 4              |
| Estados Unidos (World Albums)          | 1              |
| Finlândia (Suomen virallinen lista)    | 20             |
| Hungria (MAHASZ)                       | 33             |
| Japão (Billboard Japan)                | 15             |
| Japão (Oricon)                         | 2              |
| Reino Unido (Album Downloads Chart)    | 23             |

## Histórico de lançamento
| Região        | Data                | Formatos                    | Gravadoras   | Ref.          |
| ------------- | ------------------- | --------------------------- | ------------ | ------------- |
| Várias        | 11 de junho de 2021 | CD                          | JYP Republic | [ 44 ]        |
| Várias        | 11 de junho de 2021 | Download digital, streaming | JYP Republic | [ 33 ] [ 45 ] |
| Coreia do Sul | 11 de junho de 2021 | Download digital, streaming | JYP Republic | [ 46 ]        |